# JavaFX Mobile
JavaFX Mobile fue la implementación de la plataforma JavaFX para aplicaciones Rich Internet Applications(RIA) dirigidas a dispositivos móviles.

## Resumen
Las aplicaciones de JavaFX Mobile 1.x se pueden desarrollar en el mismo lenguaje, JavaFX Script, como las aplicaciones JavaFX 1.x para el navegador o de escritorio, y utilizando las mismas herramientas: JavaFX SDK y el JavaFX Production Suite. Este concepto permite compartir código-base y los bienes gráficos para aplicaciones de escritorio y móviles. A través de la integración con Java ME, las aplicaciones JavaFX tienen acceso a las capacidades del teléfono subyacente, como el sistema de archivos, cámara, GPS, bluetooth o acelerómetro.
Una plataforma independiente de la aplicación basada en Java, JavaFX Mobile es capaz de funcionar con varios sistemas operativos móviles, como Android, Windows Mobile, y sistemas operativos en tiempo real propietarios.
JavaFX Mobile estaba a disposición del público como parte de la versión 1.1 de JavaFX de Sun Microsystems anunciada el 12 de febrero de 2009.
- Datos: Q2731939